# Living
『Living』（リビング）は、「リモートドラマ」としてNHK総合で2020年5月30日および6月6日の2夜にわたり土曜23時30分から翌0時に放送されたテレビドラマ。新型コロナウイルス感染症の感染拡大防止のためリモートワークで制作される、坂元裕二のオリジナル脚本作品。ある作家が想像の中で紡ぎ出す奇想天外な秘密を抱えた4つの家族の物語を15分×4本のオムニバス形式で描いたファンタジー。

## 製作
本作はコロナウイルスの影響が映像業界に出始めた4月下旬頃に「コロナによる影響がこのまま続くなら、何かこの状況を表現した作品を残しておかなければならないのではないか」と感じたプロデューサーが脚本家の坂元裕二に脚本制作や協力を求める形で急遽制作・製作された。新型コロナウイルス感染拡大防止のため、打ち合わせやリハーサルは全てスマートフォンやパソコンなどで行われ、出演者自身がカメラやスマートフォンなどで自分や家族を撮影した映像をオンラインで確認しながら進めていくという実験的な形で制作・製作が進められた。
物語の中の出演者は実際の関係性で演じ、阿部サダヲは作家役、壇蜜はCGキャラクター「ドングリ」の声で全話に出演する。阿部演じる作家が頭の中で紡ぐ4つの家族の摩訶不思議な物語を描いていく。壇蜜演じるCGキャラクター「ドングリ」のキャラクターデザインは、ピクサー・アニメーション・スタジオでアートディレクターとして活躍した堤大介とロバート・コンドウの2人が2014年に創業したアニメーションスタジオ「トンコハウス」が手掛ける。
音楽は岩崎太整が担当し、国内外の演奏家たちとの共作により、リモート録音を駆使して全曲を制作する。

## あらすじ
締切が迫り物語を紡ごうと苦悩する作家に「締め切り60分前です。急いでください!」と机上に置かれた「ドングリ」が声をかける。言葉を話せる「ドングリ」からの叱咤激励を受け、作家は想像を膨らませながらある秘密を抱えた4組の家族の物語を紡ぎ出す。
第1話「#1 ネアンデルタール」
一緒に生活し周囲からは平凡な生活を送っているように映る仲の良い姉妹は、「ネアンデルタール人の生き残り」という秘密を共有していた。しかし、2人は現代の圧倒的なマジョリティであるホモ・サピエンスの人間に好意を持ってしまったことで絶滅の危機に瀕していた。
第2話「#2 国境」
「とりあえず」「怒る」「悲しい」といったあらゆる言葉が使われなくなっていたり、過去には名前が存在していたものから名前が無くなっていたりする未来の日本が舞台。昔の食べ物が好きな「偉い人たち」へ「過去の日本に存在していた料理」を再現して提供する仕事で生計を立てている兄弟が主人公。この頃、その偉い人たちによって再び戦争が始まっていた。この間まで「休み」になっていたこの長い戦争のはじまりは、前の時代に存在したインターネット上のすべての匿名アカウントが突然、本名アカウントに変更される仕様になったことが元々のきっかけだったと噂されている。その長い戦争が続けられた結果、たとえ兄弟であっても別の国籍になるという新しい「国境」ができていた。そんなある日、弟にはアプリコットオレンジ、兄にはペパーミントグリーンの「紙」が届く。戦争は"面倒だ"と兄弟同士で話す中、兄は弟に「あんた、もし"戦争のところ"で俺にあったら撃つ？」と質問する。
第3話「#3 おでんとビール」
愛しているからこそ、妻に怒られ、呆れられることを恐れる夫は、妻に「ワッパドデンタンバンブンデン」という言葉をかけると少し前の記憶をなくさせることができる魔術を習得した。この魔術を駆使することで妻との会話を最適な形へと運ぼうと夫は試みる。
第4話「#4 敬遠」
出産後間もない妻や赤ん坊に風邪をうつさぬよう、仕事を休んで自室に籠りボーッとテレビ眺めて過ごすあるテレビ局の社員・東山。自身の部下である若手社員が放送しようとしたスクープにストップをかけたり、テレビに映るバラエティ番組やテレビドラマ（本作の第3話）に文句を言ったり、SNSに書かれたテレビ批判に「テレビはクソですよ～」と自虐的に悪態をついたりして過ごす中、なんとなくつけているテレビの画面に試合開催が自粛されているはずの野球中継が映る。ピッチャーは玉白高校の東山、つまりテレビ画面に映っているのは過去の自分の姿だった。

## 登場人物
全話
作家
演 - 阿部サダヲ
ドングリ
声 - 壇蜜

第1話「#1 ネアンデルタール」
シイ
演 - 広瀬アリス
クコ
演 - 広瀬すず

第2話「#2 国境」
ハク
演 - 永山瑛太
ライ
演 - 永山絢斗

第3話「#3 おでんとビール」
シゲ
演 - 中尾明慶
アキ
演 - 仲里依紗

第4話「#4 敬遠」
東山
演 - 青木崇高
祥子
声 - 優香
実況
声 - 栗田晴行

## スタッフ
- 作 - 坂元裕二
- 音楽 - 岩崎太整
- キャラクターデザイン（ドングリ） - トンコハウス
- 制作統括 - 訓覇圭
- プロデューサー - 矢部誠人（1、3話）、大越大士（2、4話）
- 演出 - 加藤拓、西村武五郎
- 制作・著作 - NHK

## 放送日程
|       | 各話  | 放送日  | サブタイトル        | 演出       |
| ----- | ----- | ------- | ------------------- | ---------- |
| 第1夜 | 第1話 | 5月30日 | #1 ネアンデルタール | 加藤拓     |
| 第1夜 | 第2話 | 5月30日 | #2 国境             | 西村武五郎 |
| 第2夜 | 第3話 | 6月06日 | #3 おでんとビール   | 加藤拓     |
| 第2夜 | 第4話 | 6月06日 | #4 敬遠             | 西村武五郎 |